# Apotheke zum weißen Schwan
Die Apotheke zum weißen Schwan  (historisch: Zum weißen Schwan) ist eine Apotheke in Berlin. Sie wurde 1701 gegründet.

## Lage

Berlin, 1811, Apotheke im – Eckhaus Spandauer Straße/Heidereitergasse

Die historische Apotheke befand sich in der Spandauer Straße an der Ecke zur Heidereutergasse, schräg gegenüber dem Heilig-Geist-Hospital. Die Nummerierung wechselte mehrmals: Nr. 29 (bis 1799), Nr. 77 (seit 1800), Nr. 40 (seit 1913). Das Gebäude wurde 1945 zerstört, heute befindet sich dort ein Neubau. Weitere Adressen waren Rosenstraße 19 (1940–1944) und Weinmeisterstraße 13 (1945–1949).
Die jetzige Apotheke befindet sich am Springeberger Weg 16 in Berlin-Rahnsdorf.

## Geschichte

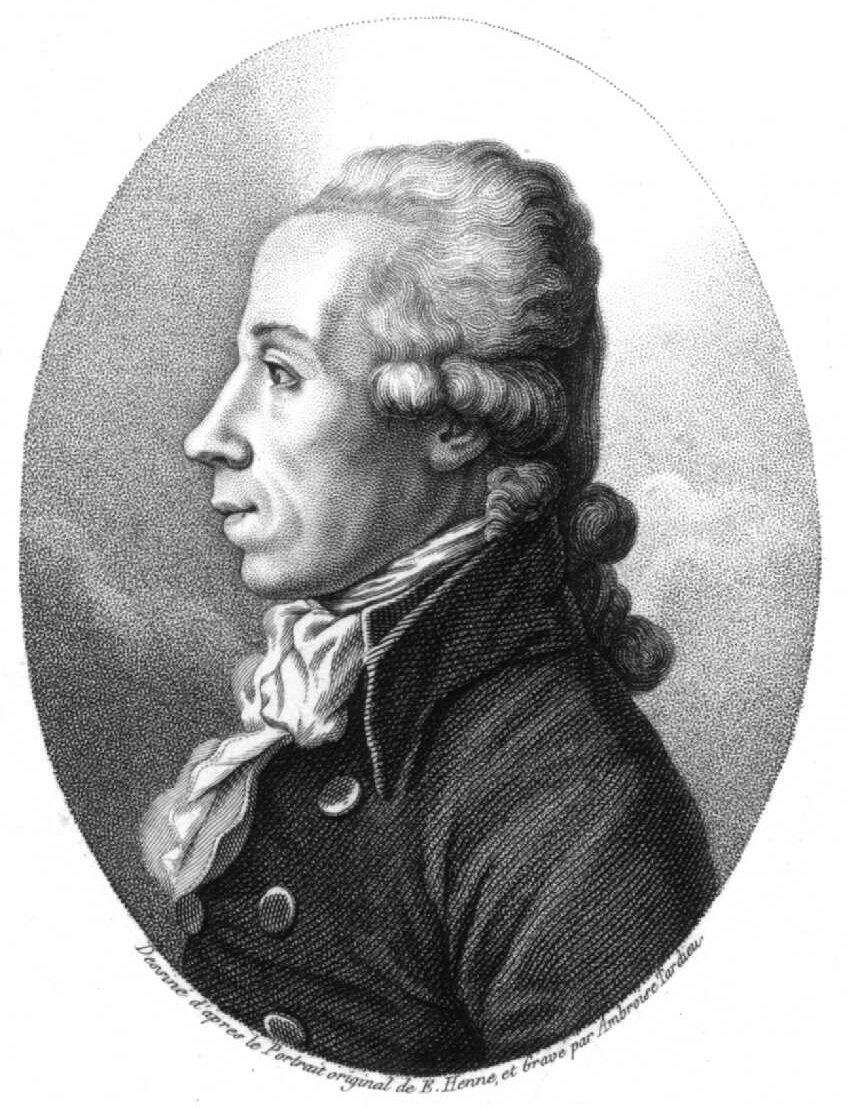
Martin Heinrich Klaproth, Entdecker und Bestätiger mehrerer chemischer Elemente

Am 23. August 1701 erhielt Johann Balthasar Rechenberg das königliche Privileg, in seinem Haus eine Apotheke betreiben zu dürfen. 1761 erwarb sie Valentin Rose. Durch ihn, seinen Mitarbeiter Martin Heinrich Klaproth und dessen Lehrling Valentin Rose d. J. wurde die Apotheke in den folgenden Jahrzehnten zu einem Zentrum chemisch-pharmazeutischer Forschung in Berlin, das zahlreiche angehende Pharmakologen und Chemiker anzog. 1802 wurde das Haus nach Plänen von Karl Friedrich Schinkel umgebaut. Von 1836 bis 1840 arbeitete hier auch Theodor Fontane. 1845 verkaufte es der Enkel Heinrich Rose.
Die Apotheke blieb erhalten, mit wechselnden Besitzern. 1940 wurde sie in die Rosenstraße verlegt und 1945 in die Weinmeisterstraße. Seit 1950 befindet sich die Apotheke zum weißen Schwan in Berlin-Rahnsdorf.

## Persönlichkeiten
Eigentümer
- Johann Balthasar Rechenberg, 1701–nach 1730
- Johann Friedrich Wesche, 1734–1739 erwähnt,
- Valentin Rose d. Ä., 1761–1771
- Valentin Rose d. J., 1791–1807
- Wilhelm Rose, 1819–1845
- J. A. Bock, 1846
- Kellner, 1851–1857
- Dr. pharm. M. Lehmann, 1862, 1865
- C. Kaumann, 1883
- J. Lewinsohn, 1888[3]
- Bernhard Todtmann
- Bernhard Hadra, 1900– , sehr aktiver Unternehmer, mit Medizinisch-pharmazeutischer Fabrik und Export, Vertrieb 1937 in der Chausseestraße[4][5]

Mitarbeiter
- Martin Heinrich Klaproth, 1771–1780, Verwalter ab 1771, wurde berühmter Chemiker
- Johann Wernhard Huber, 1771–1772, Schweizer Apotheker und Schriftsteller
- Johann Anton Merck, um 1779/80, dann Apotheker in Darmstadt
- Sigismund Friedrich Hermbstädt, 1783–1786 Verwalter, wurde bedeutender Chemiker und Unternehmer
- Johann Jacob Bindheim, 1788 Verwalter
- Adolph Ferdinand Gehlen, um 1800
- Conrad Heinrich Soltmann, um 1805, wurde Mineralwasserfabrikant
- Johann Daniel Riedel, 1808–1814, seit 1810 Verwalter
- Heinrich Rose, um 1819
- Theodor Fontane, 1836–1840, beschrieb die Zeit in Von Zwanzig bis Dreißig
- Carl Ernst Heinrich Schmidt, 1838–1841, baltendeutscher Arzt und Chemiker